# 3257 Hanzlík
3257 Hanzlík este un asteroid din centura principală, descoperit pe 15 aprilie 1982, de Antonín Mrkos.